# Город (роман без слов)
«Город» (фр. La Ville: cent bois gravés) — роман без слов фламандского художника Франса Мазереля, написанный в 1925 году. В 100 гравюрах по дереву Мазерель рассказывает о разных аспектах жизни большого города.

## Биографическая справка
Франс Мазерель (1889–1972) родился в городе Бланкенберг, Бельгия. Политические убеждения его отчима произвели впечатление на молодого Мазереля, который часто сопровождал его на социалистических демонстрациях. Мазерель самостоятельно уехал изучать искусство в Париже и на добровольной основе работал переводчиком Красного Креста в Женеве во время Первой мировой войны. Он рисовал газетные политические карикатуры и издавал журнал, в котором опубликовал свои первые гравюры на дереве. В 1918 году он создал книгу гравюр по дереву с целостным нарративом «25 образов мужской страсти», за которым последовали «Мой часослов» (1919), «Солнце» (1919), «История без слов» (1920)) и «Идея» (1920).

## Содержание и стиль
В отличие от многих других книг Мазереля, «Город» не подразумевает сюжетной канвы. Вместо этого в романе демонстрируется ряд эпизодов из жизни в большом городе, на которых показаны люди из разных слоёв общества и при разных жизненных обстоятельствах: государственные похороны, внутреннее убранство дома бедной семьи, безжизненное тело женщины, вытащенное из канала, проститутки и артисты, залы суда и фабрики. Он начинается с фигуры, сидящей на травяном холме и смотрящей на дымящиеся городские трубы перед ним, а заканчивается одинокой женщиной, созерцающей со своего чердака звёздное небо.
Визуальные эффекты сформированы под сильным влиянием немецкого экспрессионизма, что критик Лотар Ланг описывает как «живописный словарь экспрессионизма». Мазерель разделял с экспрессионистами любовь к ксилографии, хотя и отвергал такое навешивание ярлыков на свои работы. Освобождённый от необходимости сюжета, Мазерель мог сосредоточиться на отдельных изображениях, чтобы передать своё видение города.

## История публикации и приём
Работа состояла из 100 гравюр размером 5 на 3 1/8 дюйма (13 см × 8 см). Впервые он был опубликован в 1925 году в Париже под французским названием фр. La Ville: cent bois gravés и в немецком издании под названием Die Stadt от Курта Вольфа. Более поздние издания включают издание 1961 года Пьера Вормса под французским названием La Ville: cent gravures sur bois) и под английским названием The City от Dover Publications в 1972 г. и от Random House and Schocken Books в 1988 году.
Критик Перри Уиллетт считал, что «Город» «должен считаться шедевром гравюры по дереву Мазереля» и полагал, что он предвосхитил фильмы «Берлин – симфония большого города» (1927) и «Человек с киноаппаратом» (1929), в которых главный «герой» был сам город. Мазерель продолжал публиковать романы без слов на протяжении всей своей жизни, от L'Oeuvre в 1928 году до Route des hommes в 1964 году.